# Pronephrium parishii
Pronephrium parishii là một loài thực vật có mạch trong họ Thelypteridaceae. Loài này được (Bedd.) Holttum miêu tả khoa học đầu tiên năm 1972.